# The Devil and Miss Jones
The Devil and Miss Jones és una pel·lícula dels Estats Units dirigida per Sam Wood, estrenada el 1941.

## Argument[1]
John P. Merrick, un propietari de grans magatzems, es fa passar per un empleat per localitzar militants que volen formar un sindicat en una de les seves empreses. Però inopinadament, fa amistat amb una col·lega secretària, Mary Jones, i amb el seu promès, Joe O'Brien, un sindicalista recentment acomiadat. És l'ocasió per a ell de comprendre millor el que viuen els treballadors, i també de revelar-se sensible als encants d'una simpàtica secretària, la dolça Elizabeth.

## Repartiment
- Jean Arthur: Mary Jones
- Robert Cummings: Joe O’Brien
- Charles Coburn: John P. Merrick
- Edmund Gwenn: Hooper
- Spring Byington: Elizabeth Ellis
- S. Z. Sakall: George
- William Demarest: el primer detectiu
- Walter Kingsford: M. Allison
- Montagu Love: Harrison
- Florence Bates: la clienta del magatzem
- Regis Toomey: el primer policia
- Charles Waldron: Needles
- Minta Durfee: una clienta
- Richard Carle: Oliver

## Premis i nominacions

### Nominacions
- 1942: Oscar al millor actor secundari per Charles Coburn
- 1942: Oscar al millor guió original per Norman Krasna